# プロスタグランジン-Dシンターゼ
プロスタグランジン-Dシンターゼ(Prostaglandin-D synthase、EC 5.1.99.2)は、以下の化学反応を触媒する酵素である。
(5Z,13E)-(15S)-9α,11α-エピジオキシ-15-ヒドロキシプロスタ-5,13-ジエノアート{\displaystyle \rightleftharpoons }(5Z,13E)-(15S)-9α,15-ジヒドロキシ-11-オキソプロスタ-5,13-ジエノアート
従って、この酵素の1つの基質は(5Z,13E)-(15S)-9α,11α-エピジオキシ-15-ヒドロキシプロスタ-5,13-ジエノアート、1つの生成物は(5Z,13E)-(15S)-9α,15-ジヒドロキシ-11-オキソプロスタ-5,13-ジエノアート（プロスタグランジンD2）である。
この酵素は異性化酵素、特に分子内酸化還元酵素に分類される。系統名は、(5,13)-(15S)-9α,11α-エピジオキシ-15-ヒドロキシプラスタ-5,13-ジエノアート Δ-イソメラーゼである。その他よく用いられる名前に、prostaglandin-H2 Delta-isomerase、prostaglandin-R-prostaglandin D isomerase、PGH-PGD isomerase等がある。
2012年3月、アメリカの科学者が、この酵素はオスの禿のきっかけとなることを発見した。この発見によると、頭皮の禿の部分に位置する毛包細胞でこの酵素のレベルが上昇するが、髪の生えている部分では上昇しない。この研究により、禿の治療薬ができる可能性がある。

## 構造
2007年末時点で、この酵素の7個の構造が解明されている。蛋白質構造データバンクのコードは、1IYH、1IYI、1PD2、1V40、2CZT、2CZU及び2E4Jである。